# 13624 Abeosamu
13624 Abeosamu (1995 UO3) là một tiểu hành tinh vành đai chính được phát hiện ngày 17 tháng 10 năm 1995 bởi T. Okuni ở Nanyo.